# ألين إليزابيث بلاك
ألين إليزابيث بلاك (بالإنجليزية: Aline Elizabeth Black) هي مُدرسة أمريكية، ولدت في 23 مارس 1906 في نورفولك في الولايات المتحدة، وتوفيت في 24 أغسطس 1974.